# Dharani
En idioma sánscrito, un dharani es un tipo de discurso ritual similar a un mantra, aunque se utiliza en diferentes contextos.
La palabra dhāraṇī proviene de la raíz sánscrita dhri (‘atrapar’ o ‘transportar’).
Al igual que a los mantras, a los dharanis se les atribuye poderes mágicos, como ahuyentar espíritus malignos. Por eso en muchos rituales hinduistas y budistas se emplean dharanis para evitar que el fantasma de un ser humano fallecido pueda interferir o revertir los resultados auspiciosos de un sacrificio.
Se considera que quien recita un dharani queda protegido contra la influencia de espíritus malignos y las calamidades naturales.
El académico japonés Ryuichi Abe (n. 1954) y la académica estadounidense Jan Nattier (n. años 1960) han afirmado que los dharanis podrían ser reglas nemotécnicas que resumen el significado de un capítulo de los sutras budistas. Esto está relacionado quizás con el uso de los versos de resumen que se encuentran al final de algunos textos sagrados.
El monje budista japonés Kobo Daishi o Kukai (774-835), el fundador del budismo shingon, marcó en su día una distinción entre los dharanis y los mantras, distinción que utilizó como base de su teoría del lenguaje. El mantra queda restringido para las prácticas del más profundo budismo vashraiana (esotérico), mientras que los dharanis se pueden utilizar en los rituales de cualquier nivel, tanto profundo como cotidiano (superficial o exotérico). Kobo Daishi acuñó el término shingon (literalmente, ‘palabra verdadera’) como una traducción japonesa del término sánscrito «mantra».
Es difícil hacer una distinción entre los dharanis y los mantras. Todos los mantras son dharanis pero no necesariamente todos los dharanis son mantras. Los mantras son generalmente más cortos. Ambos tienden a contener cierta cantidad de sonidos ininteligibles, tales como om, hum, jrim, klim, razón por la que a veces se los considera esencialmente sin significado. Kobo Daishi afirmaba que los mantras son una clase especial de dharanis, y suponía que cada sílaba de un dharani es una manifestación de la auténtica naturaleza de la realidad ―en términos budistas, que todo sonido es una manifestación del shuniata (o vacío de naturaleza propia)―. Así, antes bien que estar desprovisto de significado, Kobo Daishi sugiere que los dharanis están cargados de significado: cada sílaba es simbólica en múltiples niveles.
Jan Nattier afirma que los mantras se utilizaban ya en el Rig-veda (el texto más antiguo de la India, de mediados del II milenio a. C.), y en cambio las oraciones dharani no son anteriores al budismo (que se empezó a desarrollar en el siglo III a. C.).
De acuerdo con el escritor budista estadounidense Red Pine (‘pino rojo’, Bill Porter, n. 1943), originalmente los budistas utilizaban las palabras mantra y dharani como intercambiables, pero en algún momento dharani se empezó a utilizar para las frases significativas e inteligibles, mientras que mantras son las fórmulas silábicas que no están destinadas a ser entendidas.